# آيدا بوسبريدچ
آيدا وينيفريد بوسبريدچ (بالإنجليزية: Ida Winifred Busbridge)‏ (1908-1988) عالمة رياضيات بريطانية قامت بالتدريس في جامعة أكسفورد من عام 1935 حتى عام 1970.  وكانت أول امرأة تُرشّح لزمالة أكسفورد في الرياضيات.

## النشأة والتعليم
ولدت آيدا لأبوها بيرسيفال جورج بوسبردچ وأمها ماي إديث ويب في 10 فبراير 1908. وكانت الأصغر بين أربعة أطفال. توفي والدها عندما كان عمرها 8 أشهر من مضاعفات الإنفلونزا مما ترك رعاية الأطفال لوالدتها، معلمة المدرسة الابتدائية.
بدأت آيدا تعليمها في السادسة من عمرها في مدرسة في منطقة والدتها. ثم انتقلت إلى مدرسة مستشفى المسيح في عام 1918، بعد أن حصلت على منحة دراسية في سن العاشرة. وفي هذه المدرسة حصلت على أسس ثابتة في الرياضيات من الآنسة ميتشنر. أصبحت آيدا مديرة المدرسة ووُصفت لاحقًا بأنها التلميذة الأكثر ذكاءً في تاريخ المدرسة البالغ 400 عام. 
في عام 1926، التحقت بكلية رويال هولواي (جامعة لندن)، بنية التخصص في الفيزياء، لكنها تحولت إلى الرياضيات في عام 1928. رفضت مكانًا في كلية نيونهام في كامبريدج حيث كانت المنحة الدراسية إلى رويال هولواي أكثر سخاءً.  أثناء دراستها شاركت في الكورال وجوقة الجامعة جنبًا إلى جنب مع جمعية مناقشة العلوم.
تخرجت عام 1929 مع مرتبة الشرف الأولى وحصلت على جائزة السير جون لوبوك لأفضل مرتبة شرف من الدرجة الأولى لجميع كليات جامعة لندن. واصلت تعليمها في رويال هولواي، وحصلت على درجة الماجستير بامتياز في الرياضيات عام 1933. 

## المسار المهني
بدأت التدريس في الرياضيات في كلية لندن الجامعية عام 1933. وانتقلت إلى كلية سانت هيو في أكسفورد في عام 1935 لتدريس الرياضيات جنبًا إلى جنب مع دوروثي رينش للطلاب الجامعيين في خمس كليات نسائية. وتأثرت بمادج آدم وهاري بلاسكيت، فحولت اهتمامها إلى تطبيقات الرياضيات في علم الفلك والفيزياء.
خلال الحرب العالمية الثانية، زادت مسئولياتها لتتولى تعليم الفيزيائيين والمهندسين في أكسفورد. وكان عبء عملها كبيرًا بشكل خاص - ليس فقط بسبب استدعاء علماء رياضيات آخرين في الجامعة للخدمة الحربية الخاصة - ولكن أيضًا لأن النساء شكلن نسبة مئوية أعلى من السكان الجامعيين خلال سنوات الحرب.  تم تعيينها كزميلة في كلية سانت هيو، أكسفورد، في عام 1946 لتصبح أول امرأة يتم تعيينها في زمالة الكلية في الرياضيات. 
في عام 1962، حصلت على درجة دكتوراه في العلوم من جامعة أكسفورد. وحصلت أيضاً على زمالة الجمعية الفلكية الملكية.  وكانت رئيسة جمعية الرياضيات لعام 1964.
تضمن عمل آيدا المعادلات التكاملية والانتقال الإشعاعي. كانت آيدا تحظى بتقدير كبير كمحاضرة ومعلمة، وتهتم بالاحتياجات التعليمية والشخصية لطلابها. تقاعدت من جامعة أكسفورد في عام 1970، وأصبحت واحدة من أوائل المعلمين والمطورين للدورات في الجامعة المفتوحة، حيث قامت بتدريس تكامل لوبيغ وتدريس التحليل المعقد. 
توفيت آيدا بوسبريدچ في 27 ديسمبر 1988.  وأقيمت الجنازة في 9 يناير 1989 في الكنيسة في كيستون، حيث تم دفن رمادها لاحقًا، وأقيمت مراسم تأبين في كلية سانت هيو أكسفورد في 25 فبراير 1989. راشيل تريكيت، نقلاً عن دوروثي وينش في وصف آيدا بوسبريدچ «بكل بساطة أفضل عالمة رياضيات قابلتها على الإطلاق: رائعة ومع ذلك فهي قادرة ولا تضع افتراضات». 

## ذكرى
في عام 1983، تبرع طالب سابق بمبلغ 280,000 جنيه إسترليني لمنح زمالة آيدا بوسبريدچ في الرياضيات في كلية سانت هيو.
نُشرت سيرة آيدا في قاموس أكسفورد للسيرة الوطنية في 13 أغسطس 2020 كجزء من مجموعة السير الذاتية لعلماء الفلك والرياضيات.

## قراءات إضافية
- Friedman, E. Clare (2014). Strawberries and Nightingales with Buz: The Pioneering Mathematical Life of Ida Busbridge (1908–1988). CreateSpace Independent Publishing Platform.